# Hoya diptera
Hoya diptera is een plant uit de maagdenpalmfamilie (Apocynaceae).
De plant wordt gevonden op Fiji.
Het is een epifyt met ranke uitlopers waarvan de ranken zich slingeren om heesters en bomen. De plant heeft slanke stelen en hangende takken.
De bladeren zijn dof lichtgroen, hebben nauwelijks zichtbare beadering en nauwelijks vlekjes en zijn tussen de 4 en 7 centimeter lang en 2 tot 2,5 centimeter breed. De plant is snelgroeiend en heeft een dicht bladerdek.
De bloemen worden gevormd op diverse plekken aan de uitlopers en de kleur is heldergeel met soms een rood centrum. Aan elke bloemtros hangen tussen de tien en vijftien bloemen. De bloemen zijn lichtgeurend met een vage frisse odeur maar produceren geen nectar. Na acht tot tien dagen vallen de bloemen af.